# Fórmula (expresión)

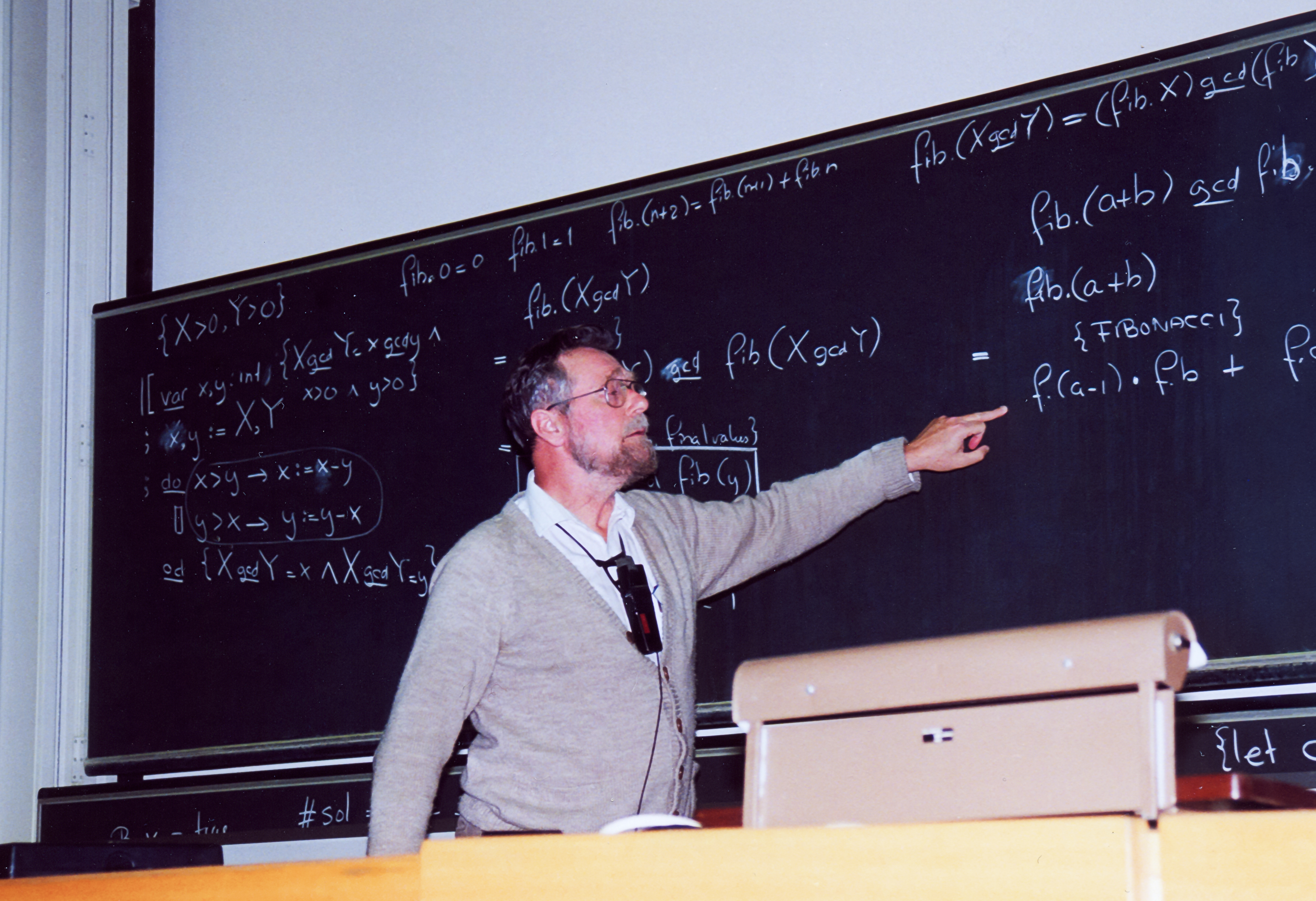
Una de las figuras más influyentes de la generación fundadora, Edsger Dijkstra en la pizarra durante una conferencia en ETH Zurich en 1994. En palabras del propio Dijkstra, "Una imagen puede valer más que mil palabras, una fórmula vale más que mil imágenes".

Una fórmula es una secuencia o cadena de caracteres cuyos símbolos pertenecen a un lenguaje formal, de tal manera que la expresión cumple ciertas reglas de buena formación y que admite una interpretación consistente en alguna área de la matemática y en otros sistemas formales. Esta tiene la finalidad de expresar una relación general entre los términos expresados en la fórmula.
En un sistema formal, una fórmula bien formada es una cadena de caracteres o palabra generada según una gramática formal a partir de un alfabeto dado. Un lenguaje formal se define como el conjunto de todas sus fórmulas bien formadas.
El plural de fórmula puede ser fórmulas (del más común inglés plural o, bajo la influencia del latín científico, fórmulas (de la influencia del latín en el inglés).

## Principales tipos de fórmulas (numéricas)
Una fórmula suele contener variables (una o más), y la fórmula en sí no es sólo una expresión, sino una especie de juicio. Tal sentencia puede declarar algo sobre las variables, o puede declarar algo sobre las operaciones aplicadas. El significado exacto de una fórmula suele estar implícito en el contexto y no puede entenderse directamente a partir de su forma. Se pueden distinguir tres casos comunes:
- Una fórmula debe indicar cómo buscar el valor de una variable (ecuaciones, etc.)
- Una fórmula (escrita como buscada' = expresión) define un valor a través de sus parámetros (similar a asignación en programación y a veces escrita a través de un dígrafo ":=" como en Pascal, pero en principio puede considerarse un caso especial degenerado de una ecuación);
- Una fórmula es un enunciado lógico propiamente dicho: Identidades (por ejemplo, un axioma), el enunciado de un teorema, etc.

### Ecuaciones
Una ecuación es una fórmula cuyo ligamento exterior (superior) es una relación binaria ecuación. Sin embargo, una característica importante de una ecuación es también que sus símbolos constituyentes se dividen en variables y parámetros (la presencia de estos últimos, sin embargo, es opcional). Por ejemplo, {\displaystyle x^{2}=1} es una ecuación, donde x es una variable. Los valores de una variable en los que se cumple la igualdad se llaman raíces de la ecuación: en este caso son los dos números 1 y -1. Por regla general, si una ecuación en una variable no es una identidad (véase más adelante), entonces las raíces de la ecuación son un conjunto discreto, más a menudo finito (posiblemente también vacío).
Si la ecuación incluye parámetros, su significado es encontrar las raíces (es decir, los valores de la variable en la que la igualdad es verdadera) para parámetros dados. A veces esto se puede formular como encontrar dependencia implícita de la variable en el parámetro o parámetros. Por ejemplo {\displaystyle x^{2}=a} se entiende como una ecuación sobre x (que es la letra habitual para una variable, junto con y, z y t). Las raíces de la ecuación son la raíz cuadrada de a (se cree que hay dos, de distinto signo).
Tal fórmula, por sí misma, sólo da una relación binaria entre x y a y puede entenderse inversamente como una ecuación sobre a con respecto a x. En este caso elemental, puede tratarse más bien de definir a a través de x: {\displaystyle a=x^{2}}.

### Identidades
Una identidad es una sentencia que es verdadera [[generalidad cuantor|||para cualquier] valor de las variables. Por lo general, una identidad significa una igualdad de identidad correcta, aunque puede haber una desigualdad o alguna otra relación en el exterior de una identidad. En muchos casos, una identidad puede entenderse como alguna propiedad de la operaciones usada en ella, por ejemplo la identidad {\displaystyle a+b=c+a.} establece la conmutatividad de la suma.
Con una fórmula matemática se pueden escribir frases bastante complejas de forma compacta y cómoda. Las fórmulas que se hacen verdaderas en cualquier sustitución de variables por objetos concretos de algún dominio se llaman verdaderas-identidad en ese dominio. Por ejemplo: "para cualquier a y b se cumple la igualdad {\displaystyle (a+b)^{2}=a^{2}+2ab+b^{2}}". Esta identidad puede ser derivada de los axiomas, por deducción lógica,  de suma y multiplicación en un anillo conmutativo, que a su vez también tienen la forma de identidades.
Una identidad también puede no incluir variables y ser una igualdad aritmética (o de otro tipo), como {\displaystyle 6^{3}=3^{3}+4^{3}+5^{3}}.

### Ecuaciones aproximadas
Por ejemplo:
{\displaystyle x\approx \sin(x)} es una igualdad aproximada cuando {\displaystyle x} es pequeño, es decir, que el seno de un ángulo es el valor de dicho ángulo expresado en radianes.

### Desigualdades
Una fórmula de desigualdad puede entenderse en los dos sentidos descritos al principio de la sección: como una identidad (por ejemplo, la desigualdad de Cauchy-Bunyakovsky-Schwarz) o, como una ecuación, como un problema para encontrar un conjunto (o más exactamente, un subconjunto del dominio de definición) al que pueda pertenecer una variable, o variables.

## En Matemáticas

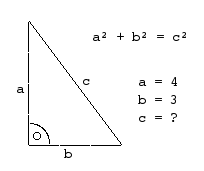
Fórmula del teorema de Pitágoras para triángulos rectángulos

En Geometría, Estadística y otras ramas de las Matemáticas, una fórmula es una ecuación que relaciona constantes o variables matemáticas y que se expresa mediante una igualdad matemática.
Las expresiones matemáticas constan de un conjunto de símbolos del alfabeto, que en una expresión matemática incluyen:
- Constantes y variables, existen diversas maneras de designar a este tipo de entidades:
  - Números, que son un tipo de constantes.
  - Signos del alfabeto latino, que se usa para nombrar tanto a constantes como variables.
  - Signos del alfabeto griego, usados similarmente a las anteriores.
- Funciones y predicados; entre este conjunto de símbolos se usan algunos específicos para:
  - Operadores, que suelen interpretarse como funciones, por ejemplo la suma + o el producto · pueden ser entendidas como funciones de dos argumentos.
- Símbolos lógicos
  - Conectivas lógicas ({\displaystyle \lor ,\leftarrow ,\land ,\top ,\dots })
  - Cuantificadores lógicos. (∀; ∃)
- Signos de puntuación, separadores y divisores horizontales y verticales.
- Otros símbolos de creación exclusiva para este lenguaje, como {\displaystyle \int ,\emptyset ,} para integral y conjunto vacío, entre muchos otros.

Por ejemplo, el problema de determinar el volumen de los cuerpos geométricos, como los sólidos platónicos, o las relaciones métricas del triángulo, o las razones trigonométricas. El volumen de una esfera requiere cálculo integral para su resolución; según Arquímedes puede calcularse mediante la fórmula que relaciona el volumen con el radio:
{\displaystyle V={\frac {4}{3}}\pi r^{3}.}
En álgebra, una fórmula es una identidad que se utiliza para simplificar los cálculos o resolver una ecuación o factorizar polinomios. Por ejemplo, para la ecuación cuadrática con coeficientes reales o complejos, existen siempre dos soluciones, no necesariamente distintas, llamadas raíces, que pueden ser reales o complejas. Se denomina fórmula cuadrática a la ecuación que proporciona las raíces de la ecuación cuadrática:

{\displaystyle x={\frac {-b\pm {\sqrt {b^{2}-4ac}}}{2a}}}

donde el símbolo ± indica que los valores
| {\displaystyle x_{1}={\frac {-b+{\sqrt {b^{2}-4ac}}}{2a}}} | y | {\displaystyle \ x_{2}={\frac {-b-{\sqrt {b^{2}-4ac}}}{2a}}} |
constituyen las dos soluciones.
Las cantidades, medidas o incógnitas, que aparecen se suelen identificar o simbolizar con letras mayúsculas (V=volumen), letras minúsculas (r=radio), letras griegas (π=pi=3,1415926…) y otros símbolos (Σ representa la suma de muchas cantidades similares, una flecha sobre una letra indica que se trata de un vector, {\displaystyle \textstyle {\overrightarrow {a}}}, un punto sobre una letra, {\displaystyle \textstyle {\dot {a}}}, indica la derivada o diferencial de esa función, etc.). A veces es necesario el uso de subíndices (x1, x2, …) y superíndices (x2, x3, …).

## En ciencias naturales

Fórmulas que expresan las leyes de la dinámica o leyes de Newton

En física, química y otras ciencias, una fórmula relaciona magnitudes físicas que pueden ser medidas para calcular el valor de otras de muy difícil o de imposible medida. En un contexto general, nos suministran una solución matemática para un problema del mundo real. Una fórmula química expresa la relación de los elementos en una molécula o compuesto químico.
La expresión general de la segunda ley de Newton, que también puede expresarse como F = ma, es aplicable a un rango muy amplio de situaciones físicas y nos permite calcular unas variables a partir de otras conocidas o predecir el comportamiento de un sistema físico. Los dos términos de una fórmula física deben tener la misma ecuación de dimensiones, es decir, poseer las mismas unidades de medida, o se pueden convertir en idénticas.
A menudo, las fórmulas van acompañadas de las correspondientes unidades pues las fórmulas científicas expresan relaciones entre magnitudes reales que son el resultado de medidas y que, por tanto, poseen unidades. En el ejemplo anterior de la esfera, si r = 2,0 cm, el resultado para el volumen será:
{\displaystyle V={\frac {4}{3}}\pi (2,0{\mbox{ cm}})^{3}=33,51{\mbox{ cm}}^{3}.}

## Fórmulas químicas
En química moderna, una fórmula química es una forma de expresar información sobre las proporciones de átomo que constituyen un compuesto químico concreto, utilizando una sola línea de símbolos de elementos, números y, a veces, otros símbolos, como paréntesis, corchetes y signos más (+) y menos (-). Por ejemplo, H2O es la fórmula química del agua, especificando que cada molécula consta de dos átomos de hidrógeno (H) y un átomo de oxígeno (O). Del mismo modo, O-
3 indica una molécula de ozono formada por tres átomos de oxígeno y una  carga negativa neta.
Una fórmula química identifica cada elemento constituyente por su símbolo químico e indica el número proporcional de átomos de cada elemento.
En las  fórmulas empíricas, estas proporciones comienzan con un elemento clave y luego asignan números de átomos de los otros elementos en el compuesto, como proporciones al elemento clave. En los compuestos moleculares, estas proporciones siempre pueden expresarse como números enteros. Por ejemplo, la fórmula empírica del etanol puede escribirse C2H6O, porque todas las moléculas de etanol contienen dos átomos de carbono, seis átomos de hidrógeno y un átomo de oxígeno. Algunos tipos de compuestos iónicos, sin embargo, no pueden escribirse como fórmulas empíricas que contienen sólo los números enteros. Un ejemplo es el carburo de boro, cuya fórmula de CBn es una relación variable de números no enteros, con n oscilando entre más de 4 y más de 6,5.
Cuando el compuesto químico de la fórmula está formado por moléculas simples, las fórmulas químicas suelen emplear formas para sugerir la estructura de la molécula. Existen varios tipos de fórmulas, entre las que se incluyen las  fórmulas moleculares y las  fórmulas condensadas. Una fórmula molecular enumera el número de átomos para reflejar los de la molécula, de modo que la fórmula molecular de la glucosa es C6H12O6 en lugar de la fórmula empírica de la glucosa, que es CH2O. Excepto en el caso de las sustancias muy simples, las fórmulas químicas moleculares carecen generalmente de la información estructural necesaria, e incluso pueden ser ambiguas en ocasiones.
Una fórmula estructural es un dibujo que muestra la ubicación de cada átomo y a qué átomos se une.

## En Informática
En Informática, una fórmula describe típicamente un cálculo, como una suma, que será realizado sobre una o más variables. A menudo las fórmulas tienen el formato implícito de una instrucción o comando de ordenador como: 
Grados Celsius = (5/9)*(Grados Fahrenheit -32)
En la terminología de una hoja de cálculo informática, una fórmula es habitualmente una cadena de texto que contiene referencias de celdas, como =A1+A2
donde A1 y A2 describen "celdas" (columna A, fila 1 o 2) dentro de la hoja de cálculo. El resultado aparecerá en la celda que contiene dicha fórmula (por ejemplo, en A3, debajo de los valores anteriores). El signo = precede el segundo término (derecha) de la fórmula que indica la celda en la que están almacenados los datos. La parte izquierda o primer miembro de la fórmula se omite en estos casos pues el resultado se almacena en el lugar en que se encuentra la fórmula y sería redundante decir A3=A1 + A2, si la fórmula está almacenada en A3.
La mayoría de los programas de ordenador, sin embargo, no pueden manejar una lógica simbólica y solo trabajan con cantidades numéricas, sistema binario y álgebra de Boole, y deben respetarse los requerimientos sobre las unidades en la introducción de datos.

## En Ciencias Sociales
Igualmente, en Economía, Sociología, Psicología y otras ciencias sociales, se emplean fórmulas que relacionan las magnitudes propias de esas ramas del conocimiento.
Por ejemplo, la ley de Okun puede ser expresada en la siguiente forma: (Abel & Bernanke 2005)
{\displaystyle {\frac {({\overline {Y}}-Y)}{\overline {Y}}}=c(u-{\overline {u}})}, donde:
- {\displaystyle {\overline {Y}}} es la PIB de pleno empleo o producción potencial.
- Y es el PIB actual .
- {\displaystyle {\overline {u}}} es la tasa natural de desempleo.
- u es la tasa actual de desempleo.
- c es el factor que relaciona los cambios en el desempleo con los cambios en la producción.

## Unidades
Las fórmulas utilizadas en la ciencia casi siempre requieren una elección de unidades. Las fórmulas se utilizan para expresar relaciones entre diversas cantidades, como la temperatura, la masa o la carga en física; la oferta, el beneficio o la demanda en economía; o una amplia gama de otras cantidades en otras disciplinas.
Un ejemplo de fórmula utilizada en ciencia es la Fórmula de entropía de Boltzmann. En mecánica estadística, es una ecuación de probabilidad que relaciona la entropía S de un gas ideal con la cantidad W, que es el número de microstados correspondientes a un macroestado dado:
{\displaystyle S=k\cdot \log W}           (1) S= k ln W
donde k es la Constante de Boltzmann igual a 1.38062 x 10-23 joule/kelvin, y W es el número de microstados consistentes con el macroestado dado.